# Inégalité torique de Loewner
En géométrie différentielle, l'inégalité torique de Loewner est une inégalité établie par le mathématicien américain Charles Loewner. Elle relie la systole et l'aire d'une métrique riemannienne quelconque d'un tore de dimension 2.

## Propriété

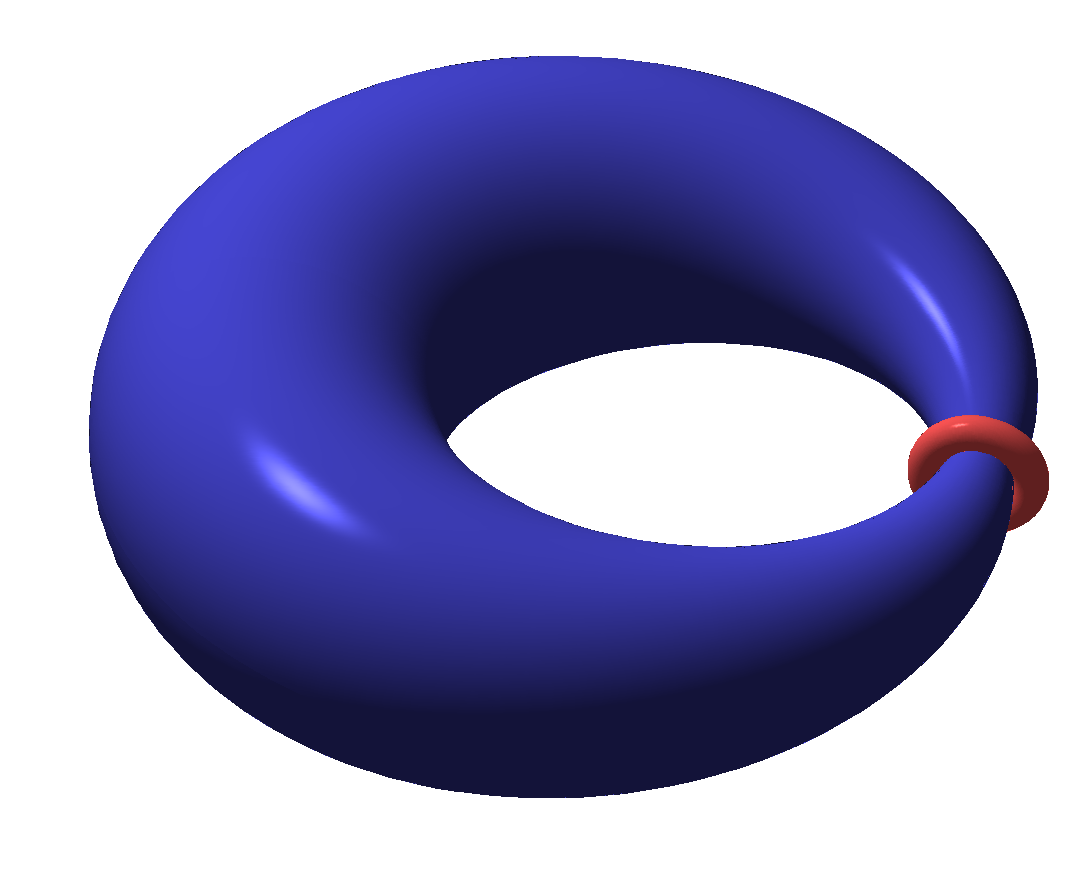
La plus petite boucle d'un tore.

En 1949, Charles Loewner démontre que chaque métrique d'un tore de dimension 2 ({\displaystyle \mathbb {T} ^{2}}) satisfait l'inégalité optimale :
où sys est sa systole. La constante figurant dans le membre de droite de l'inégalité est la constante d'Hermite {\displaystyle \gamma _{2}} en dimension 2 ; l'inégalité torique de Loewner peut ainsi être réécrite comme suit :